# C. & A. Musker

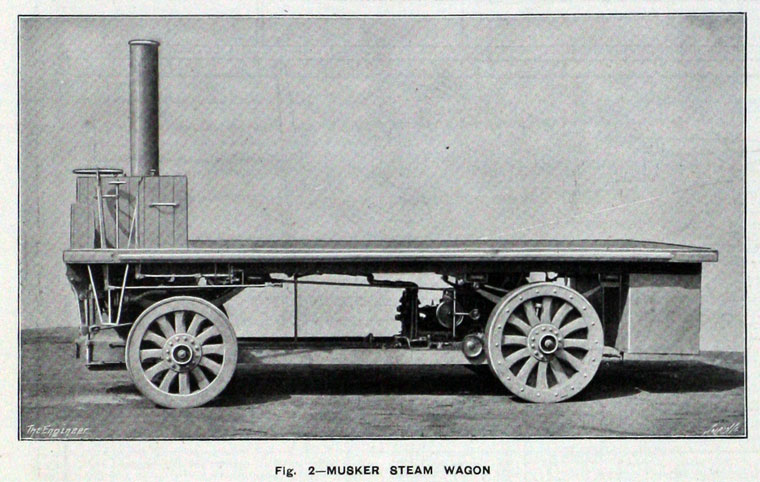
Dampf-Lkw von C. & A. Musker Ltd. (1901)

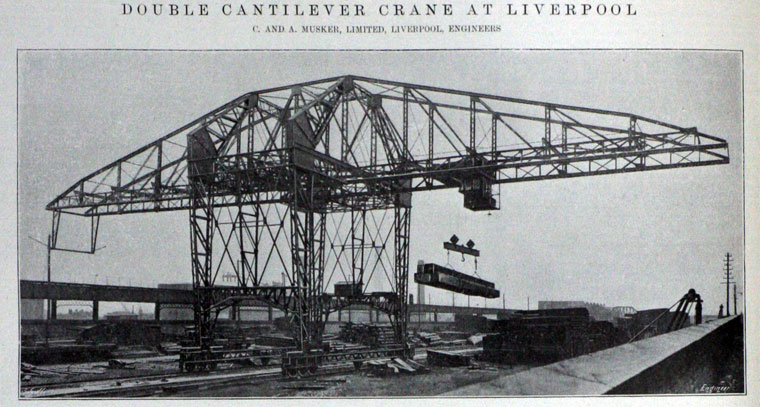
Hafenkran mit Doppelausleger in Liverpool, erbaut von C. & A. Musker, Ltd (1908)

C. & A. Musker war ein britisches Unternehmen, das Hafenanlagen, Hebeanlagen, Hydraulische und pneumatische Geräte wie Krane, Winden und  Drucklufthämmer produzierte. Von 1900 bis 1905 wurden auch Dampf-Nutzfahrzeuge gebaut.

## Unternehmensgeschichte
Das Unternehmen wurde 1900 von den Brüdern Charles und Arthur Musker in Liverpool gegründet und am 22. Juni 1901 als C. & A. Musker, Limited registriert. Das Unternehmen stellte neben schweren Kranen und Hafenanlagen auch Maschinen für den Fahrzeugbau und das Baugewerbe her. Die Fahrzeugabteilung wurde 1905 an Savages Limited verkauft.

## Fahrzeuge
Die Dampf-Lastkraftwagen waren in Undertype-Bauweise konstruiert und gebaut. Mit einem solchen nahm das Unternehmen als eines von acht an den 3rd Trials of Motor Vehicles for Heavy Traffic vom 3. bis 7. Juni 1901 in Liverpool teil, mit denen die Liverpool Self-propelled Traffic Association zur Förderung des motorisierten Straßentransports beitrug.
Die Dampfmotoren hatten vier Zylinder. Der Antrieb erfolgte auf die Hinterräder.